# 859 TCN
859 TCN là một năm trong lịch La Mã.